# Trochosa parviguttata
Trochosa parviguttata este o specie de păianjeni din genul Trochosa, familia Lycosidae. A fost descrisă pentru prima dată de Strand, 1906.
Este endemică în Etiopia. Conform Catalogue of Life specia Trochosa parviguttata nu are subspecii cunoscute.